# Scionomia concinna
Scionomia concinna là một loài bướm đêm trong họ Geometridae.